# Mitologia inuit

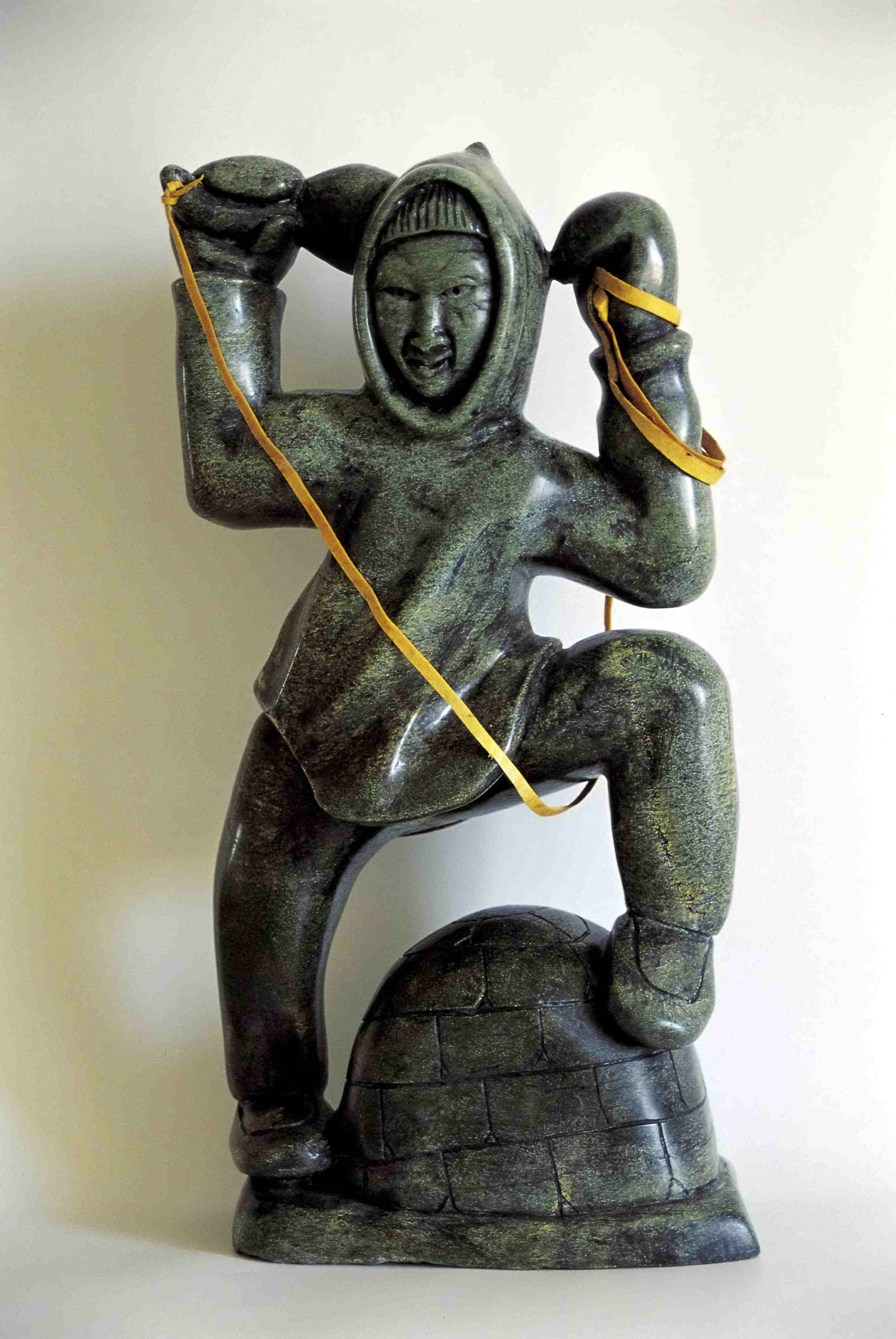
Una divinità inuit distrugge un igloo

Per mitologia inuit si intendono le pratiche religiose tradizionali degli Inuit, che possono essere brevemente riassunte come una forma di sciamanesimo basata su principi animisti.
La mitologia inuit ha molte similitudini con le religioni delle altre regioni polari e, a differenza della gran parte delle mitologie, ha continuato ad avere fedeli senza interruzione, dai tempi antichi fino ai giorni nostri. Sebbene il credo religioso dominante degli Inuit sia diventato il Cristianesimo, molti di loro continuano a mantenere alcuni elementi dei propri culti tradizionali: secondo alcune interpretazioni essi hanno adattato (chi più, chi meno) le credenze tradizionali al cristianesimo, mentre secondo altre hanno adattato il cristianesimo alla loro visione del mondo.
La cosmologia tradizionale degli Inuit non è una religione nella classica accezione teologica del termine ed è simile solo in parte a ciò che comunemente si intende per mitologia:
(Rachel Attituq Qitsualik, scrittrice inuit)
Infatti le storie tradizionali, i rituali ed i tabù degli Inuit sono così intrecciati alla cultura timorosa e precauzionale richiesta dal duro ambiente artico che viene da chiedersi se si possano considerare delle vere e proprie credenze; a questo proposito va citata la risposta che venne data all'antropologo ed esploratore Knud Rasmussen dalla sua guida e amico Aua, un angakkuq: quando Knud gli domandò riguardo alle credenze religiose diffuse tra gli Iglulingmiut (gente di Iglulik) gli fu risposto: "Noi non crediamo. Noi temiamo". Alcuni autori contestano le conclusioni che si possono trarre dalle parole di Aua in quanto egli era sotto l'influenza dei missionari cristiani, tanto che arrivò successivamente a convertirsi; essi affermano che le persone convertite spesso vedono le cose in un'ottica polarizzata e ricca di contrasti. Il loro studio analizza anche le credenze di svariati gruppi inuit, affermando tra l'altro che tale atteggiamento di paura non era diffuso.

## Angakkuq

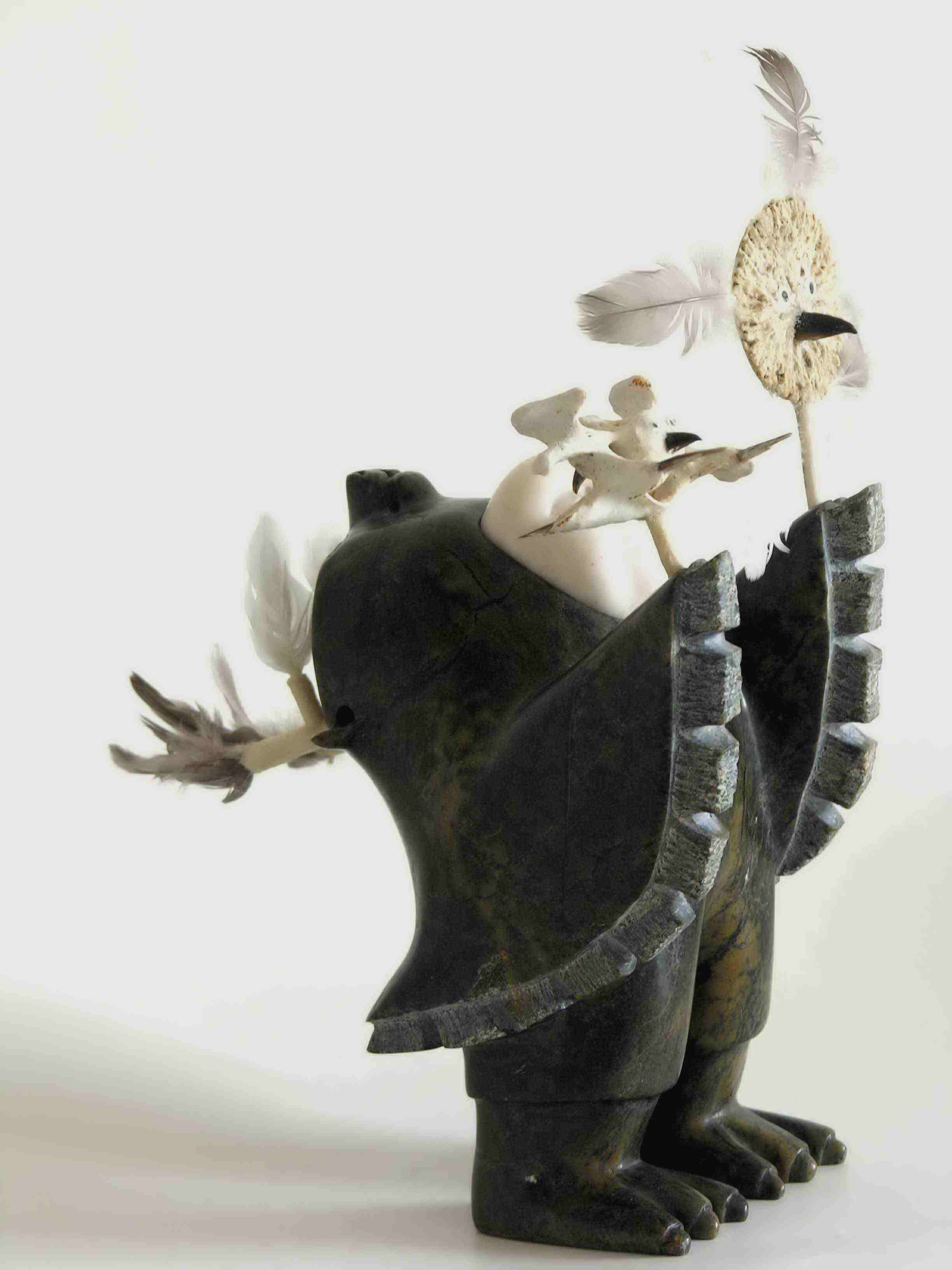
Scultura raffigurante un angakkuq

L'angakkuq, altresì chiamato angakuq era una sorta di guaritore e psicoterapeuta che si prendeva cura delle ferite e offriva consigli, così come invocava gli spiriti per assistere la gente nella loro vita di tutti i giorni o, la maggior parte delle volte, per scacciarli; il suo ruolo era di vedere, interpretare ed esortare l'impercettibile e l'aldilà e spesso faceva uso di tamburi ritmici, canti e danze per svolgere i propri compiti. L'illuminazione (qaumaniq) era frequentemente usata per descrivere un'aura spirituale la cui rimozione, secondo loro, poteva risultare nella morte. Le abilità dell'angakkuq non erano frutto di apprendimento, bensì venivano ritenute un dono congenito che si sarebbe rivelato col tempo.
La funzione dell'angakkuq è ampiamente scomparsa nell'odierna società inuit, ormai cristianizzata.

## Anirniq

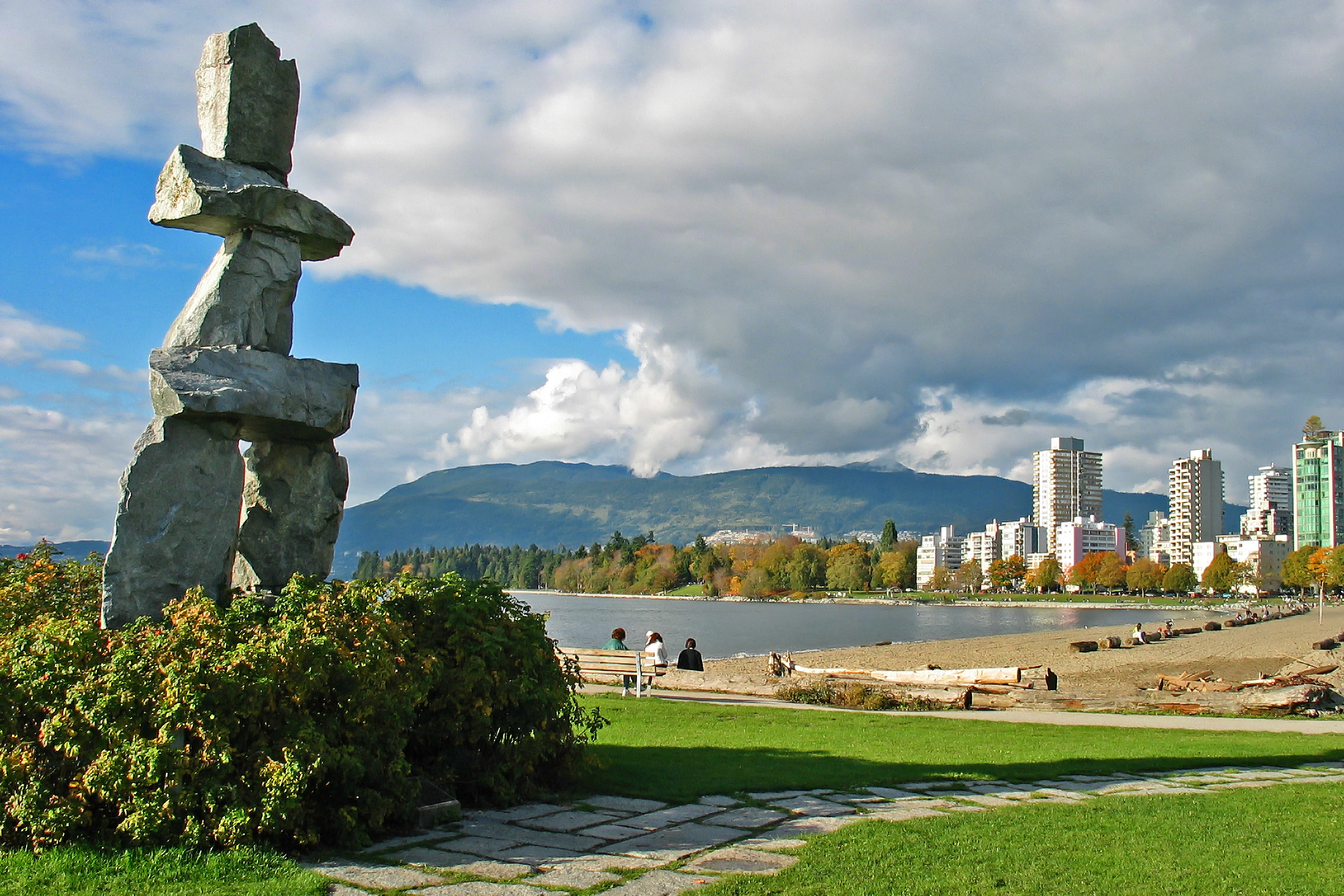
Rocce Inukshuk

Gli Inuit credevano che tutte le cose avessero una forma di spirito o anima (in inuktitut: anirniq cioè  respiro), come gli umani; questi spiriti si pensava persistessero dopo la morte, una credenza comune presente praticamente in tutte le società umane. Il credo della pervasività degli spiriti è la radice della struttura dei miti inuit, secondo un tradizionale detto: "Il grande pericolo della nostra esistenza risiede nel fatto che la nostra dieta consiste interamente in anime". In virtù di questo, uccidere un animale non è molto differente dall'uccidere una persona: una volta che viene liberata l'anirniq del morto, sia quest'ultimo animale o umano, essa può prendersi la sua vendetta. Lo spirito del morto può solo essere placato dall'obbedienza alle usanze, dall'evitare i tabù e dall'espletamento dei giusti rituali.
La durezza e la casualità della vita nell'Artico ha fatto sì che gli Inuit vivessero costantemente nella paura di potenze invisibili: un periodo sfortunato poteva porre fine ad un'intera comunità, e pregare forze potenzialmente arrabbiate e vendicative per le necessità di tutti i giorni è una conseguenza comune di un'esistenza precaria, persino ai giorni nostri; per gli Inuit, offendere un anirniq significava rischiare l'estinzione. 

Era compito dell'angakkuq consigliare e ricordare alla gente i tabù ed i rituali che dovevano rispettare per placare gli spiriti, dal momento che era ritenuto capace di vederli e contattarli.
Sebbene l'anirniq di ogni persona fosse individuale, modellata dalla vita e dal corpo che aveva abitato, allo stesso tempo era parte di un insieme più grande; questo metteva in grado gli Inuit di prenderne in prestito le caratteristiche o i poteri assumendone il nome.
Sin dall'arrivo del cristianesimo tra gli Inuit, anirniq è divenuto il termine accettato per il concetto cristiano di anima; esso rappresenta la radice di altre parole correlate come anirnisiaq (angelo) e anirnialuk (dio, letteralmente il grande spirito).

## Tuurngait
Alcuni spiriti erano per natura non connessi a corpi fisici, queste figure erano chiamate tuurngait (o tornait, tornat, tornrait). Alcuni erano spiriti buoni che potevano essere chiamati in caso di bisogno, ma altri erano malvagi e mostruosi ed erano ritenuti responsabili di battute di caccia infruttuose o attrezzi rotti; potevano anche possedere le persone. Un angakkuq con buone intenzioni poteva usarli per guarire malattie o trovare animali da cacciare per nutrire la comunità; poteva altresì combattere, esorcizzare o tenere a bada i cattivi spiriti con appositi rituali. Uno con intenzioni malevole, invece, poteva usarli per scopi personali, o per attaccare altre persone ed i loro tuurngait.
Similarmente a quanto accaduto con altre antiche religioni, la cristianizzazione ha portato il termine tuurngaq (singolare di tuurngait), che una volta significava semplicemente "spirito aiutante", a prendere l'accezione di demone.

## Divinità e creature
- Sedna: dea del mare, conosciuta anche come Nerrivik, Arnapkapfaaluk, Arnakuagsak, e Nuliajuk.
- Qailertetang: spirito del tempo, guardiana degli animali e matrona dei pescatori e dei cacciatori nonché compagna di Sedna.
- Malina: dea del sole.
- Anningan: dio della luna.
- Silap Inua o Sila: impersonificazione dell'aria.
- Nanook: il signore degli orsi polari.
- Tekkeitsertok o Tuktusiaqtuq: il signore delle renne.
- Uentshukumishiteu (o Wentshukumishiteu): uno spaventoso mostro marino che viaggia sott'acqua al di sotto della banchisa polare e che può emergere in qualsiasi punto; si nutre di carne umana.[7] Questo spirito protegge ferocemente i cuccioli di varie specie dai cacciatori umani ed è particolarmente affezionato alle lontre. Può viaggiare sotto terra ed attraverso le rocce.[8][9] Si ritiene che una delle sue tane sia sotto Manitutshu, la Montagna dello Spirito, una collina presso le cascate Muskrat sul fiume Churchill, in Labrador.
- Akhlut: un mostro che assume le sembianze di un'orca quando vive negli oceani, ed è in grado di uscire sulla terraferma trasformandosi in lupo.
- Amarok: lupo gigante citato nella mitologia
- A'akuluujjusi: divinità creatrice considerata la madre di tutto il popolo Inuit.
- Qalupalik: mostruosa sirena dalla pelle squamosa e i tratti orridi che attira i bambini vicino ai buchi nel ghiaccio e li trascina sott'acqua. Indossa un amautik, una sorta di marsupio in pelle che le donne Inuit usano per portare i loro bambini sulle spalle.
- Tuunbaq: enorme e terrificante spirito dalle sembianze di un orso che si nasconde tra i ghiacci per tendere agguati alle sue prede umane.

## Riferimenti artistici
- Atanarjuat il corridore di Zacharias Kunuk
- Tornrak, opera di John Metcalf.
- La scomparsa dell'Erebus di Dan Simmons.
- Penumbra: Black Plague videogioco della Frictional Games, dove i tuurngait sono i nemici principali.

### Fonti
- Tom Lowenstein, Asatchaq (informant); Tukummiq (translator), The Things That Were Said of Them : Shaman Stories and Oral Histories of the Tikiġaq People, Berkeley, CA, University of California Press, 1992, ISBN 0-520-06569-7.
- Inge Kleivan, B. Sonne, Eskimos: Greenland and Canada, Iconography of religions, section VIII, "Arctic Peoples", fascicle 2, Leiden, The Netherlands, Institute of Religious Iconography • State University Groningen. E.J. Brill, 1985, ISBN 90-04-07160-1.
- Frédéric Laugrand, Jarich Oosten; François Trudel, Representing Tuurngait. Memory and History in Nunavut, Volume 1, Nunavut Arctic College, 2000.
- Giulia Bogliolo Bruna, Les objets messagers de la pensée inuit, prefazione di Jean Malaurie, postfazione di Sylvie Dallet, Paris, Edizioni L'Harmattan / Institut Charles Cros, collana Ethiques de la création, settembre 2015.
- Knud Rasmussen, Aua, a cura di Bruno Berni, Adelphi, Milano 2018